# Линделёф, Хелми
Хелми Лидия Линделёф (урождённая — Хелениус) (фин. Helmi Lindelöf; 25 октября 1884, Гельсингфорс, Великое княжество Финляндское, Российская империя — 10 сентября 1966, Хельсинки, Финляндия) — финская актриса

.

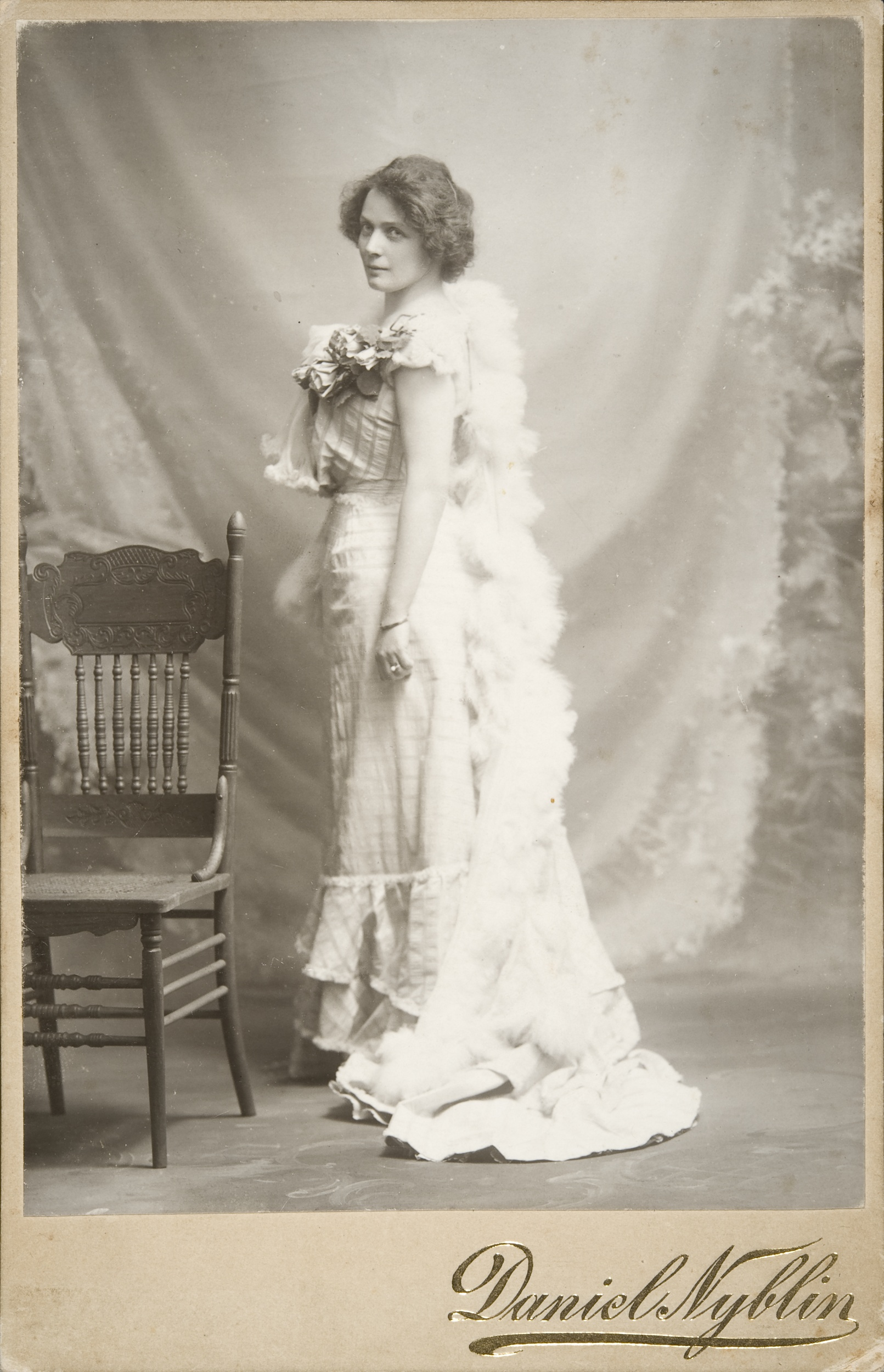
Хелми Линделёф. 1910-е годы

С юности увлекалась театром, в 16-летнем возрасте решила стать актрисой, брала уроки драматического мастерства у Ольги Сало и Каролы Авеллан. Совершила несколько поездок за границу, где стажировалась у Терезы Колб в Париже и Поля Брюне в Женеве.
В 1901 году дебютировала на сцене Финского национального театра (ныне Финский национальный театр), на сцене которого играла до 1946 года. Сыграла более 240 ролей.
В 1906 году вышла замуж за концертмейстера Карла Линделёфа.
В 1946 году награждена медалью Pro Finlandia.
Известные роли Хельми Линделёф на сцене Национального театра:
- Кристина в спектакле «Kunnian vuoksi» (1910),
- Офелия в Гамлете Шекспира (1913),
- миссис Элли Олленберг в пьесе «Ребро Адама» (1914),
- Порцию в пьесе «Венецианский купец» Шекспира (1916).

Снималась в кино с 1919 года, амплуа — сильные женские роли. Фильмография:
- Venusta etsimässä eli erään nuoren miehen ihmeelliset seikkailut, 1919
- Anna-Liisa, 1922
- Suursalon häät, 1924
- Vaihdokas, 1927
- Elinan surma, 1938